# Paperino e l'esercito fantasma
Paperino e l'esercito fantasma (Uncle Donald's Ants) è un film del 1952 diretto da Jack Hannah. È un cortometraggio animato della serie Donald Duck, prodotto dalla Walt Disney Productions, uscito negli Stati Uniti il 18 luglio 1952 e distribuito dalla RKO Radio Pictures. Nel gennaio 1986 fu inserito nello special Vita da paperi. In tale occasione Paperino fu doppiato da Franco Latini. A partire dagli anni novanta è più noto come Paperino e le formiche.

## Trama
Delle formiche nere (già apparse in Rullano i tam-tam) passano sul vialetto di ingresso della casa di Paperino. Quest'ultimo le vede e dà all'ultima del gruppo una zolletta di zucchero. Le formiche decidono allora di andare a rubare il cibo da Paperino, il quale sta preparando una torta. Sebbene Paperino blocchi tutti gli ingressi di casa, le formiche riescono con astuzia a eludere le barricate e a impossessarsi della torta che il papero stava preparando. In seguito le formiche trovano nella dispensa di Paperino un'anfora di sciroppo d'acero e costruiscono una tubatura di bucatini fino al formicaio, per portare lo sciroppo fin lì, nonostante Paperino tenti in vari modi di ostacolarle. Dopo che le formiche hanno fatto scivolare Paperino, questi decide di ucciderle versando nei bucatini della benzina per poi dare fuoco. Le formiche però fanno terminare la tubatura nel tubo di scappamento dell'automobile di Paperino, il quale salta in aria insieme alla sua macchina. Infine le formiche illese possono saziarsi dello sciroppo d'acero che hanno rubato.

## Distribuzione

### Edizioni home video

#### VHS
- Paperino e la sua banda (marzo 1991)[1]